# Consonne fricative latérale alvéolaire voisée
La consonne fricative latérale alvéolaire voisée est un son consonantique assez peu fréquent dans les langues parlées. Le symbole dans l'alphabet phonétique international est [ɮ]. Ce symbole représente un L minuscule et un ʒ (habituellement représentant un [ʒ]) liés dans un seul caractère.

## Caractéristiques
Voici les caractéristiques de la consonne fricative latérale alvéolaire voisée :
- Son mode d'articulation est fricatif, ce qui signifie qu’elle est produite en contractant l'air à travers une voie étroite au point d’articulation, causant de la turbulence.
- Son point d'articulation est alvéolaire, ce qui signifie qu'elle est articulée avec soit la pointe (apical) soit la lame (laminal) de la langue contre la crête alvéolaire.
- Sa phonation est voisée, ce qui signifie que les cordes vocales vibrent lors de l’articulation.
- C'est une consonne orale, ce qui signifie que l'air ne s’échappe que par la bouche.
- C'est une consonne latérale, ce qui signifie qu’elle est produite en laissant l'air passer sur les deux côtés de la langue, plutôt que dans le milieu.
- Son mécanisme de courant d'air est égressif pulmonaire, ce qui signifie qu'elle est articulée en poussant l'air par les poumons et à travers le chenal vocatoire, plutôt que par la glotte ou la bouche.

## En français
Le français ne possède  pas le [ɮ].

## Autres langues
Cette consonne est présente dans plusieurs langues d'Afrique australe, comme en ndébélé du Transvaal, en xhosa et en zoulou, où il contraste avec le [l]. Dans la langue athabaskienne han et en adyguéen, le [ɮ] contraste avec le [ɬ].